# Beau Flynn
Pour les articles homonymes, voir Flynn.
Beau Flynn est un producteur de cinéma et de télévision américain né le 23 mars 1970 à Miami en Floride.

## Filmographie

### Cinéma
- 1996 : Johns
- 1997 : The House of Yes
- 1997 : Little City
- 1997 : Life During Wartime
- 1998 : Starstruck : Rencontre avec une star
- 1998 : Judas Kiss
- 1999 : Une histoire d'initiation : Guinevere
- 1999 : Coming Soon
- 1999 : Destinataire inconnu
- 2000 : Requiem for a Dream
- 2000 : Tigerland
- 2001 : Bubble Boy
- 2002 : Slap Her... She's French
- 2002 : Till Human Voices Wake Us
- 2003 : 11:14
- 2003 : Dallas 362
- 2004 : Coup d'éclat
- 2005 : L'Exorcisme d'Emily Rose
- 2006 : The Wild
- 2006 : Coast Guards
- 2007 : Le Nombre 23
- 2008 : Choke
- 2008 : Voyage au centre de la Terre
- 2009 : The Mighty Macs
- 2011 : Le Rite
- 2011 : (S)ex List
- 2012 : Voyage au centre de la Terre 2
- 2012 : L'Aube rouge
- 2013 : Hansel et Gretel : Witch Hunters
- 2013 : Battle of the Year
- 2014 : Hercule
- 2014 : Aventure d'un soir
- 2015 : San Andreas
- 2015 : Prémonitions
- 2017 : Baywatch : Alerte à Malibu
- 2018 : Rampage : Hors de contrôle
- 2018 : Skyscraper
- 2019 : Murder Mystery
- 2021 : Jungle Cruise
- 2021 : Red Notice
- 2022 : Black Adam
- 2025 : The Smashing Machine
- ? : Emergency Contact
- ? : The King
- ? : San Andreas 2
- ? : Hansel et Gretel : Witch Hunters 2
- ? : Bobism
- ? : Teddy Bear
- ? : Cryptozoologists

### Télévision
- 2000-2002 : FEAR (9 épisodes)
- 2001 : Faces of Fear
- 2001 : USA's Cannoball Run 2001
- 2001 : Inside Fear
- 2001 : An American Town
- 2013 : Hatfields and McCoys
- 2021 : Tomorrow's Monsters